# Il quadrato di Villafranca
Il quadrato di Villafranca o Esercitazione di tiro (1876-80) è un dipinto del macchiaiolo Giovanni Fattori. 
Questa impressione del vero, firmata al centro,  rappresenta una rarità dell'autore poiché è servita per l'esecuzione 
di una più ampia opera.
La tavoletta per la sua epoca ed essenzialità, appartiene a quella serie di studi tanto apprezzati del pittore 
livornese che costituiscono i primi singolari esempi della pittura “a macchia”.
Riprodotto a pagina 232 con il titolo “Il Quadrato di Villafranca” nel catalogo dell'Arte Italiana dell'Ottocento, 
(Ed. Giorgio Mondatori – Volume n° 14, 1985).
Il dipinto appartenne alla collezione Stramezzi di Crema  e figura nella catalogazione di Giovanni Malesci,
(Ed. De Agostini, Novara) al n° 175 con il titolo “Esercitazione di Tiro”.
Fu esposto alla Mostra dei Macchiaioli organizzata dalla Soprintendenza alla Galleria d'arte moderna di Firenze 
da maggio a ottobre del 1956.
Fu esposto alla Mostra di Montecatini dal 23 agosto al 5 ottobre 1986 e riprodotto sul catalogo 
“Dal Caffè Michelangiolo al Caffè Nouvelle Athènes” a pagina 147.
Fu esposto a Torino alla Mole Antonelliana dal 25 ottobre al 30 novembre 1986